# Leichtathletikzentrum Leipzig
Das Leichtathletikzentrum im SC DHfK ist eine Abteilung des Sportvereins SC DHfK Leipzig. Von 1996 bis März 2015 war das
Leichtathletikzentrum (LAZ) Leipzig e. V. ein eigenständiger leistungssportorientierter Leichtathletik-Verein.
Präsident des LAZ Leipzig war der sächsische Landtagsabgeordnete Robert Clemen, Geschäftsführer Knut Iwan. Der Verein hatte zum Zeitpunkt seiner Eingliederung etwa 500 Mitglieder. Verantwortlicher Stützpunkttrainer ist Sprintbundestrainer Ronald Stein, der Cheick-Idriss Gonschinska nach dessen Berufung zum DLV-Cheftrainer ersetzte.

## Geschichte
Das LAZ Leipzig wurde am 21. November 1996 gegründet und ging damit aus der leistungssportlichen Leichtathletik-Abteilung des SC DHfK Leipzig hervor, nachdem kein Leipziger Leichtathlet bei den Olympischen Spielen 1996 in Atlanta teilnahm. Dies war auch die Folge einer schlechten finanziellen Lage, die die guten Nachwuchssportler in die alten Bundesländer zog. So wurden finanzielle Ressourcen gebündelt.
Im März 2015 verschmolz das Leichtathletikzentrum Leipzig wieder mit dem SC DHfK Leipzig und bildet seitdem die Abteilung Leichtathletikzentrum im SC DHfK.

## Erfolgreiche Athleten

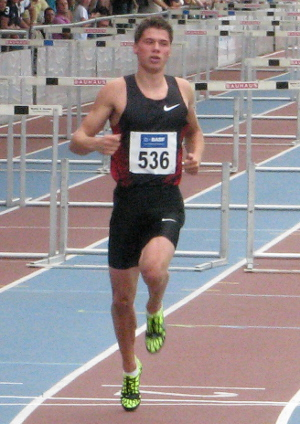
Erik Balnuweit im Trikot des LAZ Leipzig (2011)

- Jana Tucholke (Diskuswurf) (Karriereende)
- Willi Mathiszik (Hürdenlauf) (Karriereende)
- Peter Sack (Kugelstoßen) (Karriereende)
- Carmen Wüstenhagen (1500 m) (Karriereende)
- Thomas Blaschek (Hürdenlauf) (Karriereende)
- Tino Häber (Speerwurf) (Karriereende)
- Cindy Roleder (Hürdenlauf, Siebenkampf)
- Erik Balnuweit (Hürdenlauf)
- Alexander John (Hürdenlauf) (Karriereende)
- Martin Keller (Kurzsprint) (Karriereende)